# Adebayo Akinde
Adebayo Akinde é um académico e bispo da Nigéria.
Ele nasceu em Kaduna no dia 25 de agosto de 1946. Foi educado na Universidade Obafemi Awolowo, na University College, Londres, e na Universidade de Sussex. Ele fez parte da equipa da Obafemi Awolowo University de 1973 a 2002, com especialização em engenharia electrónica e computação. Akinde foi ordenado diácono em 1979 e sacerdote em 1981. Em 1992, tornou-se cónego e, no ano seguinte, arquidiácono. Liderou a Catedral de São Pedro, em Abeokuta, de 2000 a 2006. Ele foi Bispo de Lagos Continental e Arcebispo de Lagos, aposentando-se em 2016.